# Porsuk Çayı
Pour les articles homonymes, voir Porsuk.
Le Porsuk Çayı, appelé Thymbre dans l'Antiquité (en latin Thymbris ou Tembrogius ; en grec ancien Τέμϐρις / Témbris ou Τέμϐριος / Témbrios),  est une rivière de Turquie coupée par le barrage de Porsuk. Elle s'écoule d'abord vers le nord-est puis vers l'est et l'intérieur de l'Anatolie à partir d'Eskişehir. Elle traverse les provinces de Kütahya et d'Eskişehir qui correspondent à l'ancienne Phrygie. C'est un des principaux affluents de la Sakarya sur sa rive gauche. 
D'après l'article de l'Encyclopédie de Diderot consacré au Thymbre, ce fleuve était parfois confondu dans l'Antiquité avec un autre cours d'eau, appelé Tymbrios, qui coulait en Troade.